# Magnus Knudsen
Magnus Nordengen Knudsen (Oslo, 15 giugno 2001) è un calciatore norvegese, centrocampista dell'Holstein Kiel.

## Carriera

### Club
Knudsen ha giocato nelle giovanili dell'Høybr/Stovn, del Kjelsås e del Lillestrøm. Il 3 ottobre 2018 ha firmato il primo contratto professionistico con quest'ultimo club, valido fino al 31 dicembre 2021. Ha esordito in prima squadra con il Lillestrøm in data 1º maggio 2019: ha sostituito Kristoffer Ødemarksbakken nella vittoria per 1-3 arrivata in casa del Gjelleråsen, sfida valida per il primo turno del Norgesmesterskapet. Il 25 agosto seguente ha invece debuttato in Eliteserien, subentrando ad Arnór Smárason nel successo per 0-2 in casa dell'Haugesund. Al termine della stagione, la squadra è retrocessa in 1. divisjon.
Il 9 settembre 2020, Knudsen ha rinnovato il contratto che lo legava al Lillestrøm, fino al 31 dicembre 2023. Il 21 settembre successivo ha trovato il primo gol con questa maglia, nella vittoria per 2-0 arrivata sul Kongsvinger. Alla fine del campionato, la squadra si è riguadagnata la promozione in Eliteserien.
Il 15 marzo 2021, Knudsen è stato ceduto all'Ullensaker/Kisa con la formula del prestito. Ha giocato la prima partita con la nuova maglia il 15 maggio, schierato titolare nel pareggio per 1-1 maturato in casa del Sogndal. Il 15 luglio 2021, il Lillestrøm ha anticipatamente richiamato dal prestito Knudsen, per inserirlo nuovamente in rosa.
Il 23 dicembre 2021, i russi del Rostov hanno ufficializzato l'ingaggio di Knudsen, col giocatore che ha siglato un contratto valido per i successivi quattro anni e mezzo, valido a partire dal 1º gennaio 2022. Il 7 marzo ha dunque esordito in Prem'er-Liga, sostituendo Kento Hashimoto nella sconfitta interna per 0-1 subita contro il Soči.
A causa dell'invasione russa dell'Ucraina, la FIFA ha riconosciuto la possibilità ai calciatori stranieri la possibilità di sospendere unilateralmente i contratti in essere con le società d'appartenenza, fino al 30 giugno 2022. Knudsen si è quindi avvalso di questa possibilità, tornando in Norvegia per cercare una nuova squadra.
Il 24 marzo 2022, il Lillestrøm ha ufficializzato il ritorno in squadra di Knudsen, in prestito dal Rostov fino al 30 giugno successivo. È tornato a calcare i campi da calcio norvegesi in data 2 aprile, sostituendo Frederik Holst nel pareggio per 2-2 arrivato in casa dell'HamKam. Il 19 giugno ha trovato la prima rete in Eliteserien, nella vittoria per 3-1 arrivata sul Rosenborg. Il 7 luglio 2022, il Lillestrøm ha reso noto l'accordo per prolungare il prestito di Knudsen fino al 30 giugno 2023. Il 21 luglio ha quindi giocato la prima partita nelle competizioni UEFA per club, nei turni preliminari dell'Europa Conference League: è stato titolare nella vittoria per 0-1 sul campo dello SJK.
Il 29 giugno 2023 è stato ufficializzato il suo approdo ai danesi dell'Aarhus, sempre con la formula del prestito. Ha debuttato in Superligaen in data 23 luglio, subentrando a Mads Emil Madsen nella vittoria interna per 1-0 sul Vejle. Il 6 agosto ha trovato la prima rete nella massima divisione locale, nel successo per 0-2 in casa dello Hvidovre.

### Nazionale
Knudsen ha rappresentato la Norvegia a livello Under-18, Under-19 e Under-20.

## Statistiche

### Presenze e reti nei club
Statistiche aggiornate al 13 maggio 2024.
| Stagione          | Club              | Campionato        | Campionato | Campionato | Coppe nazionali | Coppe nazionali | Coppe nazionali | Coppe continentali | Coppe continentali | Coppe continentali | Supercoppe | Supercoppe | Supercoppe | Totale | Totale |
| Stagione          | Club              | Comp              | Pres       | Reti       | Comp            | Pres            | Reti            | Comp               | Pres               | Reti               | Comp       | Pres       | Reti       | Pres   | Reti   |
| ----------------- | ----------------- | ----------------- | ---------- | ---------- | --------------- | --------------- | --------------- | ------------------ | ------------------ | ------------------ | ---------- | ---------- | ---------- | ------ | ------ |
| 2019              | Lillestrøm        | ES                | 1          | 0          | CN              | 2               | 0               | -                  | -                  | -                  | -          | -          | -          | 3      | 0      |
| 2020              | Lillestrøm        | 1D                | 25         | 1          | -               | -               | -               | -                  | -                  | -                  | -          | -          | -          | 25     | 1      |
| mar.-lug. 2021    | Ullensaker/Kisa   | 1D                | 11         | 0          | CN              | 0               | 0               | -                  | -                  | -                  | -          | -          | -          | 11     | 0      |
| lug.-dic. 2021    | Lillestrøm        | ES                | 19         | 0          | CN              | 3               | 0               | -                  | -                  | -                  | -          | -          | -          | 22     | 0      |
| gen.-mar. 2022    | Rostov            | PL                | 1          | 0          | CR              | -               | -               | -                  | -                  | -                  | -          | -          | -          | 1      | 0      |
| mar.-dic. 2022    | Lillestrøm        | ES                | 27         | 3          | CN              | 5               | 0               | UECL               | 4                  | 1                  | -          | -          | -          | 36     | 4      |
| gen.-giu. 2023    | Lillestrøm        | ES                | 10         | 0          | CN              | 2               | 0               | -                  | -                  | -                  | -          | -          | -          | 12     | 0      |
| Totale Lillestrøm | Totale Lillestrøm | Totale Lillestrøm | 82         | 4          |                 | 12              | 0               |                    | 4                  | 1                  |            | -          | -          | 98     | 5      |
| 2023-2024         | Aarhus            | SL                | 24         | 3          | CD              | 7               | 0               | UECL               | 2                  | 0                  | -          | -          | -          | 33     | 3      |
| Totale            | Totale            | Totale            | 118        | 7          |                 | 19              | 0               |                    | 6                  | 1                  |            | -          | -          | 143    | 8      |